# Paul-Willy Zieb
Paul-Willy Zieb, auch Paul Wilhelm Zieb (* 3. Juni 1892 in Ruhland; † 9. August 1972 in Koblenz) war ein deutscher Ingenieur und Offizier, zuletzt Konteradmiral der Kriegsmarine.

## Leben

### Familie
Paul-Willy Zieb war ein Sohn von Carl Rudolph Paul Zieb (1859–1899) und dessen Frau Johanne Auguste Hedwig, geb. Balde (1862–1920). Am 11. September 1925 heiratete Zieb Lillian Anna Rosa, geb. Börner (1901–1985). Das Paar hatte vier Kinder.

### Dienst in der Kaiserlichen Marine
Zieb trat als Marineingenieuranwärter Anfang Oktober 1912 in die Kaiserliche Marine ein und war bis Januar 1913 in der 1. Abteilung der II. Werftdivision (Wilhelmshaven) eingesetzt. Bis Mitte September 1913 war er auf dem Linienschiff Schleswig-Holstein und wurde hier im April 1913 Marineingenieuroberanwärter. Er kam wieder kurz in die 1. Abteilung der II. Werftdivision und war von Oktober 1913 an auf dem Kleinen Kreuzer Stralsund, welcher zu Beginn des Ersten Weltkriegs zur II. Aufklärungsgruppe gehörte. Das Schiff wurde 1914 bei der Seeschlacht bei Helgoland und 1915 beim Gefecht auf der Doggerbank eingesetzt. Auf der Stralsund blieb Zieb bis Oktober 1915 und wurde bis zum Marineingenieuroberapplikanten (am 1. April 1915) befördert. Anschließend folgte bis 25. September 1916 seine Kommandierung an die Ingenieur- und Deckoffizier-Schule nach Kiel. Nach Ende des Schulbesuchs kam er kurz in die 1. Abteilung der I. Werftdivision (Kiel), um dann bis 28. Oktober 1917 auf dem Torpedoboot B 109 bei der IV. Halb-Flottille zu dienen. Es folgte seine Kommandierung zur Marine-Schule Ostsee, wo er bis Anfang April 1918 blieb. Am 1. Juli 1918 war er dort zum Marineingenieuroberaspiranten befördert worden. Anschließend kam er bis Mitte Juni 1918 zur III. Marine-Flottille Nordsee und Atlantik, dann bis 19. November 1917 auf das U-Boot U 118. Vom 20. November 1918 bis 31. Dezember 1918 war er wieder in einer Flottille eingesetzt, kam dann wieder zur 1. Abteilung der I. Werftdivision. 
Am 24. Januar 1919 ging er für einen Monat erneut an die Ingenieur- und Deckoffizier-Schule nach Kiel. Anschließend folgte bis 31. Mai 1919 die Zuordnung zur I. Marine-Brigade, dann bis 25. September 1919 zur III. Marine-Brigade und bis 20. März 1920 zur Marineschule „B“ (ehemalige  Ingenieur- und Deckoffizier-Schule in Kiel), wieder bis 21. Juli 1920 als Kompanieführer zur III. Marine-Brigade und letztendlich bis Anfang 1921 wieder zur Marineschule „B“. Am 16. Dezember 1919 war er Leutnant zur See (Ing.) befördert worden.

### Dienst in der Reichsmarine
Zieb wurde in die Reichsmarine übernommen. Er war bis 31. Januar 1922 Ordonnanzoffizier und Kompanieführer in der Küstenwehrabteilung I und wurde hier am 1. Juli 1921 zum Oberleutnant zur See (Ing.). Vom 1. Februar bis 31. März 1924 war er als Ingenieur auf den Torpedobooten T 144, T 141 und wieder T 144 bei der II. Halbflottille. Er kam bis 14. September 1924 zur Küstenwehrabteilung III (Kiel), belegte dann für 1,5 Monate einen Marinekursus und war dann wieder in der Küstenwehrabteilung III bis 5. Oktober 1927, nun als Führer des Kraftfahrzuges. Er ging bis 26. Februar 1928 als Kraftfahrreferenz zur Marinestation der Ostsee. Vom 1. März 1930 bis 9. April 1932 war er in der Marineleitung in Berlin, 1931 in der Marineoffizierpersonalabteilung und in der Militärischen Abteilung für Schiffsmaschinenbetrieb und war später zeitgleich vom 29. März 1932 bis 3. April 1932 auf der Köln, und wurde dann zur Verfügung des Chefs der Station der Nordsee gesetzt. Am 1. Oktober 1932 wurde Zieb hier zum Korvettenkapitän (Ing.) befördert und blieb dort bis 31. März 1935.

### Dienst in der Kriegsmarine
Von April 1935 an war er Kommandeur der Marineschule Wesermünde, wurde in dieser Position in die Kriegsmarine übernommen und am 1. Oktober 1936 zum Fregattenkapitän (Ing.) befördert. Anschließend war er bis 28. Oktober 1938 beim Befehlshaber der Aufklärungsstreitkräfte und erhielt hier am 1. April 1938 seine Beförderung zum Kapitän zur See (Ing.). Es folgte von 29. Oktober 1938 bis 17. August 1939 sein Einsatz als Inspektions-Ingenieur bei der Inspektion des Bildungswesen der Marine. Er kam dann bis November 1939 zum Truppenkommando Ost. Im November für wenige Wochen in der Kriegsmarinewerft Kiel, wurde er bis 28. August 1940 zur Kriegsmarinewerft Wilhelmshaven versetzt.
Zieb war vom 29. August 1940 bis 19. Dezember 1940 zur Dienstleitung beim Kommandierenden Admirals Frankreichs. Anschließend ging er bis 10. Oktober 1941 an die Kriegsmarinewerft Wilhelmshaven und kam dann in den Stab des Kommandierenden Admirals Frankreichs. In dieser Position wurde er am 1. April 1942 zum Konteradmiral (Ing.) befördert. Anschließend war er als Nachfolger von Konteradmiral Carl August Claussen bis 14. Juli 1944 Chef des Oberwerftstabes beim Admiral Schwarzes Meer. Ab August 1944 war er Befehlshaber der Seestreitkräfte auf der unteren Donau. Nachdem im gleichen Monat der russische Vorstoß voranschritt, wurde Zieb damit beauftragt die deutsche Donau- und Schwarzmeerflotte aus dem Kampfgebiet zurückzuziehen. So wurden bis zu 200 Schiffe mit Soldaten und Flüchtlingen über die Donau geschifft. Die Flotte konnte aber in der Folge das bereits von den Russen gehaltene Eiserne Tor nicht passieren, sodass sich Zieb für eine gezielte Versenkung der Flotte entschied. Am 6. und 7. September 1944 erfolgte die Versenkung der Flotte bei Prahovo. Bei Niedrigwasser der Donau werden bis heute regelmäßig die Reste der von Zieb versenkten Flotte sichtbar.
Am 28. September 1944 wurde Zieb mit dem Deutschen Kreuz in Gold ausgezeichnet. Von Oktober 1944 bis Kriegsende war er Oberwerftdirektor in der Kriegsmarinewerft Wilhelmshaven. Nach dem Ende des Zweiten Weltkriegs war er bis 1947 mit der Abwicklung der Werft beauftragt.

## Werk
- Logistische Probleme der Kriegsmarine. Vowinckel, Neckargemünd, 1961.